# Морской пехотинец 4
«Морской пехотинец 4» (англ. The Marine 4: Moving Target) — американский боевик, четвёртый в серии фильмов компании WWE «Морской пехотинец». В главных ролях снялись рестлер Майк Мизанин и рестлерша Саммер Рэй. Премьера фильма состоялась 10 апреля 2015 года, а с 21 апреля фильм стал доступен на DVD и Blu-Ray.

## Сюжет
Сюжет фильма рассказывает о Джейке Картере, бесстрашном бойце ММА, который берет на себя ответственное задание по защите "особо ценного груза". В этот раз грузом оказывается молодая женщина по имени Оливия Тэнис, обладающая важными сведениями. Эти сведения связаны с компрометирующей информацией о крупной оборонной компании "Генезис", в которой Оливия работала. Она становится целью для тех, кто хочет замолчать правду, и Джейк Картер берет на себя задачу обеспечить её безопасность.

В процессе выполнения своей миссии Джейк сталкивается с множеством опасностей и врагов, и он должен использовать свои навыки и опыт, чтобы защитить Оливию и раскрывать тайны, скрытые за заговором вокруг неё.
| Актёр            | Роль                                         |
| ---------------- | -------------------------------------------- |
| Майк Мизанин     | бывший морпех Джейк Картер                   |
| Мелисса Роксбург | Оливия Танис                                 |
| Мэттью МакКоулл  | Итан Смит                                    |
| Саммер Рэй       | наёмница Рэйчел Доуз                         |
| Пол МакГиллион   | детектив Пол Редман                          |
| Рорк Критчлоу    | сотрудник Министерства юстиции Нейтан Миллер |